# Oberonia asperula
Oberonia asperula är en orkidéart som beskrevs av Johannes Jacobus Smith. Oberonia asperula ingår i släktet Oberonia och familjen orkidéer. Inga underarter finns listade i Catalogue of Life.